# Xanthia fuscescens
Xanthia fuscescens är en fjärilsart som beskrevs av Ewald Döring 1934. Xanthia fuscescens ingår i släktet Xanthia och familjen nattflyn. Inga underarter finns listade i Catalogue of Life.